# Néstor Suárez
Néstor Suárez (Mar del Plata, ca. 1975) es un deportista argentino destacado por haber ganado la medalla de oro en 100 metros llanos en los Juegos Paralímpicos de Atlanta 1996.
Por sus logros deportivos fue becado por el ENARD y reconocido en Argentina como Maestro del Deporte (Ley 25962).

## Carrera deportiva

### Juegos Paralímpicos de Atlanta 1996
Néstor Suárez compitió en tres eventos de atletismo, ganando la medalla de oro en 100 metros llanos.

#### Medalla de oro en 100 m llanos
| Atletismo Varones 100 m T34 Participantes: 4 | Atletismo Varones 100 m T34 Participantes: 4 | Atletismo Varones 100 m T34 Participantes: 4 | Atletismo Varones 100 m T34 Participantes: 4 | Atletismo Varones 100 m T34 Participantes: 4 |
|                                              | Atleta                                       | País                                         | Tiempo                                       |                                              |
| -------------------------------------------- | -------------------------------------------- | -------------------------------------------- | -------------------------------------------- | -------------------------------------------- |
| 1                                            | Néstor Suárez                                | Argentina                                    | 14.34                                        |                                              |
| 2                                            | Jaime Romaguera                              | Australia                                    | 14.96                                        |                                              |
| 3                                            | Paul Hughes                                  | Reino Unido                                  | 15.23                                        |                                              |
| Fuente: IPC.                                 |                                              |                                              |                                              |                                              |